# Three Brothers Hill
Der Three Brothers Hill (englisch, in Chile Cerro Tres Hermanos, beiderseits für Drei-Brüder-Hügel) ist ein markanter und 210 m (nach Angaben des UK Antarctic Place-Names Committee 195 m) hoher Hügel auf King George Island im Archipel der Südlichen Shetlandinseln. Er ist der Überrest eines erloschenen Vulkans am Ostufer der Potter Cove.
Sein Name ist erstmals im Bericht des schottischen Geologen David Ferguson aus dem Jahr 1921 über seine Untersuchungen auf King George Island zwischen 1913 und 1914 enthalten. Die Benennung, die möglicherweise auf in diesen Gewässern operiende Walfänger zurückgeht, ist vermutlich deskriptiv, da der Hügel zwei höhere und einen etwas niedrigeren Gipfel besitzt.